# Андреевский монастырь (Москва)
Андре́евский монасты́рь в Пленницах — ставропигиальный мужской монастырь Русской православной церкви, расположенный в Москве, у подножья Воробьёвых гор. В зданиях монастыря расположены Синодальная библиотека, Синодальный отдел по взаимоотношениям Церкви с обществом и средствами массовой информации, учебный комитет и институт перевода Библии.
Ансамбль монастыря является памятником градостроительства и архитектуры федерального значения.

## История монастыря
Предание относит возникновение мужской обители «у Воробьёвых круч, в Пленни́цах» к XIII веку, но ранние документальные свидетельства о ней относятся лишь к середине XVII века. В. И. и Г. И. Холмогоровы нашли ряд документов, самый ранние из которых относятся к 1625 году — записка об уплате «по окладу денег 6 алт<ын> и 2 ден<ьги>» попом Иваном и к 1627—1629 годам — писцовые книги Ратуева стана: «на реке на Москве, у Воробьевых круч, церковь Андрея Стратилата, древяна клецки».
Современные энциклопедии начало монастыря связывают с просьбой митрополита Киевского Петра (Могилы) к царю Михаилу Феодоровичу с просьбой поселить в Москве учёных монахов из киевского Братского в честь Богоявления Господня монастыря для обучения «детей боярских и простого чину грамоте греческой и словянской». Осуществить этот замысл взялся болевший сердцем о просвещении Родины Фёдор Ртищев.

В «Житии милостивого мужа Феодора Ртищева» о начале монастыря говорится:
«Поискав, обрете место близ царствующего града Москвы, отстоящее двемя поприщема, на брезе реки Москвы, в горах, идеже бе церковь святого великомученика Андрея Стратилата, к жительству иноческого собрания потребно… За благоволением царским и благословением святейшего патриарха Иосифа устои на том месте монастырь во имя Преображения Господа Бога и Спаса нашего Иисуса Христа» и первым настоятелем его был назначен Досифей.
Другой источник утверждает, что «по указу царя Алексея Михайловича келарь Новоспасского монастыря Пафнутий Еропкин получил поручение организовать здесь монастырь».
Монастырь был создан с училищем «ради обучения словенороссийского народа детей еллинскому наказанию»; в монастыре поселилось 30 иноков, вызванных Ртищевым ещё в 1646—1647 годах из нескольких малороссийских монастырей. В 1649 году сюда были привлечены учёные иноки Арсений Сатановский и Епифаний Славинецкий, а в 1650 году — Дамаскин Птицкий. Возникшее «Учительное братство», объединившее образованнейших монахов той поры «ради учения книжного», стало по существу первой по времени возникновения академической структурой в Москве. В 1652 году в монастыре поселились киевские певчие с регентом и композитором Фёдором Тернопольским. Открытие училища состоялось в конце 1652 года. В это время Епифаний (Славинецкий) сочинил вирши, в которых назвал монастырь Андреевским: «Во имя же Андреа, Христом первозваннаго апостола, обитель сия бысть созданна». Число братии в обители не превышало 60 человек, а учёных старцев было не более 10—15.
В 1650 году к Андреевскому монастырю был присоединён (до 1678 года) Донской, в котором в то время насчитывалось всего восемь иноков. В 1682 году уже сам Андреевский монастырь был приписан к Заиконоспасскому монастырю: «придан» Славяно-греко-латинской академии, куда переселились монахи «Учительного братства», на том основании, что создан «ради во оном монастыре российского рода во просвещении свободных мудростей учения».
В 1703 году вотчины Андреевского монастыря отошли в Монастырский приказ, а на содержание монахов была назначена руга. В 1722 году игумен Филарет (Буркашев) подал прошение о возвращении монастырю земель, однако в 1724 году по указу Петра I монахов перевели в Донской монастырь, а в упразднённом Андреевском было учреждено заведение для приёма и содержания подкидышей и беспризорных детей, закрытое 21 апреля 1731 года. До 1730 года здесь также существовала тюрьма.
В 1762 году Синод назначил Андреевский монастырь временным местом для содержания умалишённых. С началом екатерининской секуляризации, в 1764 году Андреевский монастырь был обращён в приходской храм, так как «оный оказался к собственному содержанию безнадежен», и в его зданиях устроена богадельня.
Во время эпидемии 1771 года на территории Андреевского монастыря было устроено кладбище для родовитых горожан и насельников московских монастырей; здесь были похоронены представители таких знатных фамилий как Плещеевы, Щербатовы, Шереметевы, Машковы, Ларионовы и др. Некрополь обители, сложившийся в XVIII—XIX веках, в основном уничтожен в 1920-х — 1940-х годах.
В 1806 году, 21 сентября, здесь открылась богадельня Московского купеческого общества на 530 престарелых и инвалидов, для чего были заново отстроены жилые корпуса. После 1812 года здания богадельни были временно переданы коммерческому училищу, которое находилось в них до 12 декабря 1815 года, — до переезда в собственное здание на Остоженке (дом 38).
В 1918 году в зданиях монастыря разместились дома-коммуны 1-й московской фабрики Гознак. В 1923 году по представлению Замоскворецкого райсовета города Москвы храм святого мученика Андрея Стратилата был закрыт. В 1925 году в Воскресенской церкви был устроен клуб. В храме Иоанна Богослова богослужения совершались до конца 1930-х годов.
14 августа 1991 года указом патриарха Алексия II было открыто Патриаршее подворье в бывшем Андреевском монастыре с храмами Воскресения Христова в Пленницах, апостола евангелиста Иоанна Богослова (архангела Михаила) и мученика Андрея Стратилата. Сюда была переведена из Данилова монастыря Синодальная библиотека. Настоятелем подворья был назначен заведующий Синодальной библиотекой протоиерей Борис Даниленко. Распоряжением Правительства Москвы от 29 июля 1992 года вышеперечисленные храмы были переданы «под патриаршее подворье».
1 сентября 1993 года, в день памяти святого мученика Андрея Стратилата бывший монастырь впервые посетил патриарх Алексий II. Поводом для этого визита послужило открытие в её стенах читального зала Синодальной библиотеки. Патриарх, поклонившись святыням храма Воскресения, окропил святой водой стены временно оборудованного для обслуживания читателей помещения и выразил надежду, что постепенно деятельность библиотеки примет новые масштабы. С этого дня работа Синодальной библиотеки, прерванная ненадолго в связи с переездом, была возобновлена.
На основании постановления правительства Москвы № 1004 от 17 декабря 1996 года комплекс Андреевского монастыря был полностью передан Русской православной церкви в безвозмездное бессрочное пользование.
16 июля 2013 года решением Священного синода Патриаршее подворье в бывшем Андреевском монастыре было преобразовано в Андреевский ставропигиальный мужской монастырь. Наместником монастыря был назначен епископ Дмитровский Феофилакт (Моисеев). Распоряжением патриарха Московского и всея Руси Кирилла № P-01/22 от 27 ноября 2021 года исполнение епископом Мытищинским Феофилактом обязанностей наместника Андреевского монастыря временно приостановлено, временное управление монастырём поручено митрополиту Каширскому Феогносту. 
24 марта 2022 года наместником Андреевского ставропигиального мужского монастыря назначен профессор Московской духовной академии, руководитель аспирантуры МДА игумен Дионисий (Шлёнов) (заседание Священного Синода, журнал № 26).
В настоящее время на территории монастыря, помимо Синодальной библиотеки, находится Синодальный информационный отдел Русской православной церкви.
По состоянию на май 2019 года братия монастыря составляет 5 монашествующих.

## Архитектурный ансамбль
В 1648—1654 годах под руководством зодчего Григория Копыла был сооружен первоначальный комплекс монастырских зданий, в частности построена Воскресенская церковь (1648). В 1675 году над «Святыми вратами» на восточной стене монастыря была построена церковь мученика Андрея Стратилата с приделом великомученика Феодора Стратилата (существовал до начала XIX в.), фасады церкви были украшены изразцами работы белорусских мастеров. В 1689 году на месте прежней Воскресенской церкви было начато строительство новой (освящена в 1703 году); в подклете над склепом, в котором, по преданию, погребен Ртищев, находился придел великомученика Феодора Стратилата. К северу от Воскресенского храма располагалась Покровская церковь (построена в 1701 году?), впоследствии разобранная, на её месте был сооружен корпус богаделен. В 1748 году на средства графа С. Б. Шереметева была сооружена колокольня — на гравюре XIX века четырёхгранную колокольню с большими арочными проёмами в верхнем ярусе завершал четырёхскатный шатёр с небольшим шаром, увенчанным крестом; первоначально храм в нижнем ярусе колокольни был освящён в честь архистратига Михаила, а после перестройки колокольни в 1848 году митрополит Филарет (Дроздов) освятил учреждённый на средства купца М. Сеткина храм в честь апостола Иоанна Богослова.
К концу XX века ансамбль монастыря составляли:
- Церковь (бывший собор) Андрея Стратилата, надвратная с цветными глазурованными изразцами «павлиний глаз»
- Собор (бывшая церковь) Воскресения Словущего в Пленницах
- Церковь Иоанна Богослова, в колокольне

## Наместники
- с 16 июля 2013 года по 27 ноября 2021 — Феофилакт (Моисеев), епископ Дмитровский
- с 27 ноября 2021 по 24 марта 2022, и. о. наместника — Феогност (Гузиков), митрополит Каширский
- с 24 марта 2022 — Дионисий (Шлёнов), игумен[11]